# Alsodes monticola
Alsodes monticola es una especie de anfibios de la familia Alsodidae.

## Distribución geográfica
Es endémica del archipiélago de los Chonos (Chile).

## Estado de conservación
Se encuentra amenazada de extinción por la pérdida de su hábitat natural.